# 山田高司
山田 高司（やまだたかし、1958年 - ）は、日本の探検家、環境活動家、イラストレーター。

## 略歴・人物
東京農業大学拓殖学科（現・国際農業開発学科）卒業。
在学中、東京農業大学探検部に所属。
2024年、「イラクの巨大湿地帯（アフワール）探検」により植村直己冒険賞をノンフィクション作家の高野秀行とともに受賞。